# هاري خومانس
هاري خومانس (بالهولندية: Harrie Gommans)‏ (20 فبراير 1983 برورموند في هولندا - ) هو لاعب كرة قدم هولندي في مركز الهجوم. لعب مع دي غرافشاب ورودا ياي سي وفاسلاند بيفيرين وفيتيسه آرنهم ونادي إكسلسيور ونادي فيسترلو وK.S.V. Roeselare ‏ وفورتونا سيتارد وMVV Maastricht ‏.

## وصلات خارجية
- هاري خومانس على موقع قاعدة بيانات كرة القدم.إي يو (الإنجليزية)